# Étampes
Étampes er en kommune i de sydlige forstæder til Paris i Frankrig. Étampes ligger 48,1 km fra centrum af Paris, og er sous-préfecture (underpræfektur) i departementet Essonne.
Étampes, sammen med nabokommunerne Morigny-Champigny og Brières-les-Scellés, danner et byområde med 26.604 indbyggere (1999).

## Geografi
Étampes ligger ved floden Chalouette, en sideflod til Juine.